# Tixati
Tixati（タイクサティ）は、LinuxとWindowsで動作するBitTorrentクライアントであり、フリーウェアである。
2017年7月にWinMXがFopnuとなって最新の強化版で公開されている。TixatiのP2P技術を応用したファイル共有ソフト版である。